# بستنی موچی
بستنی موچی (انگلیسی: Mochi ice cream) یک نوع دسر در ژاپن است که از موچی (برنج چسبناک) و بستنی در داخل آن تشکیل شده‌است.